# Aeroportul Leron Plains
Aeroportul Leron Plains (IATA: LPN) este un aeroport din Morobe Province⁠(d), Papua Noua Guinee.
aeroportul dispune de o singură pistă.